# Na brzegu światła
Na brzegu światła – album zespołu Budka Suflera wydany w 1979 roku nakładem Pronitu. Miał stać się częścią Tryptyku Olimpijskiego (pozostałe dwa albumy nagrały zespoły Skaldowie Droga ludzi i Breakout Żagiel Ziemi) z okazji olimpiady w Moskwie. Utwory zostały skomponowane do gotowych tekstów. Album został wydany na płycie analogowej, reedycja na CD nastąpiła w roku 2005, w ramach Leksykonu Budki Suflera (zeszyt nr 17).

## Lista utworów

### Strona 1
| 1. | „Na czas igrzysk”             | 5:30  |
|    |                               |       |
| 2. | „Odpowiedz ziemio”            | 4:25  |
|    |                               |       |
| 3. | „Pomiędzy wzlotem a upadkiem” | 4:40  |
|    |                               |       |
| 4. | „Dokąd biegniesz”             | 4:25  |
|    |                               |       |
|    |                               | 19:00 |
|    |                               |       |

### Strona 2
| 1. | „Nie ma słów”           | 5:50  |
|    |                         |       |
| 2. | „Człowiek jest ziarnem” | 5:55  |
|    |                         |       |
| 3. | „Na brzegu światła”     | 4:50  |
|    |                         |       |
|    |                         | 16:35 |
|    |                         |       |
Muzykę do tekstów Piotra Trojki (pseudonim Bogdana Loebla) skomponował Romuald Lipko.

## Muzycy
- Romuald Lipko – instrumenty klawiszowe
- Tomasz Zeliszewski – perkusja
- Andrzej Ziółkowski – gitara basowa
- Romuald Czystaw – wokal
- Jan Borysewicz – gitara

### Personel
- Rafał Olbiński – projekt graficzny
- Paweł Karpiński – foto
- Józef Nowakowski – reżyser dźwięku